# استان لاسپالماس
لاسپالماس (Las Palmas) استانی در اسپانیا است که از قسمتهای شرقی بخش خودمختار جزایر قناری تشکیل شده‌است.
مرکز استان شهر لاسپالماس است.

## جمعیت و مساحت
۱٬۰۱۱٬۹۲۸ نفر (۲۰۰۵) در لاسپالماس زندگی می‌کنند که از این میان ۳۹٪ در شهر لاسپالماس ساکن هستند.
مساحت استان ۴٬۰۶۶ کیلومتر مربع است و ۳۴ دهستان دارد که از این میان بیش از نیمی دهکده‌های با کمتر از ۲۰۰ نفر جمعیت هستند.